# Pulp (literatuur)

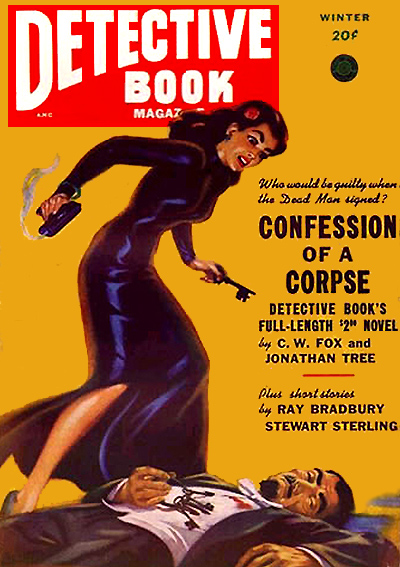
Pulptijdschriftomslag van Detective Book Magazine Volume 5, #10 (Winter 1948), uitgever Fiction House (inmiddels opgeheven) illustrator onbekend.

Pulp (ook wel pulp fiction of triviaallectuur genoemd) is de benaming voor een reeks goedkope fictie-tijdschriften die werden gepubliceerd van de jaren 20 tot de jaren 50 van de 20e eeuw. Tegenwoordig wordt de term ook gebruikt voor de massale print van paperbacks in de jaren 50.

## Terminologie
De naam “pulp” is afgeleid van het goedkope houtpulp-papier waar de tijdschriften uit dit genre op gedrukt werden. Tijdschriften geprint op beter papier werden ook wel "glossies" of "slicks" genoemd. De pulps waren de opvolgers van de "penny dreadfuls", "dime novels", en andere korte fictie-tijdschriften uit de 19e eeuw.
Hoewel veel bekende en gerespecteerde schrijvers verhalen schreven voor de pulptijdschriften, staan ze tegenwoordig vooral bekend vanwege hun soms gedurfde verhalen en bijbehorende covers. Zo stonden er op de gekleurde versies regelmatig schaarsgeklede dames die in een noodsituatie verkeerden, wachtend op een held. Veel hedendaagse stripseries over superhelden worden gezien als moderne versies van de "hero pulps"; pulpverhalen over heldhaftige personages zoals the Shadow, Doc Savage, en the Phantom Detective. Pulps waren echter meer op volwassen lezers gericht.
De covers vormden een groot onderdeel van de marketing van pulp, en een aantal van de meest succesvolle coverartiesten werden later ook populair als auteurs. Bekende pulpartiesten waren Frank R. Paul, Virgil Finlay, Edd Cartier, Margaret Brundage en Norman Saunders.
Pulps hadden meestal rond de 128 pagina’s.

## Geschiedenis
Frank Munsey's Argosy Magazine van 1896 wordt doorgaans gezien als de eerste vorm van “pulp”. Dit tijdschrift had 192 pagina’s en was gedrukt op pulppapier. Street & Smith waren als volgende op de markt. Zij lanceerden in 1903 The Popular Magazine. Dit tijdschrift gebruikte voor het eerst gekleurde covers. Daarmee kwam de pulpindustrie op gang. Er bleek een grote markt te zijn voor de goedkope tijdschriften. Elk tijdschrift richtte zich op een ander genre.
Pulps beleefden hun hoogtepunt in de jaren 20 en 30 van de 20e eeuw. Van de beste pulps werden per oplage soms meer dan een miljoen exemplaren verkocht. De bekendste titels uit deze tijd zijn Adventure, Amazing Stories, Black Mask, Dime Detective, Flying Aces, Horror Stories, Marvel Tales, Oriental Stories, Planet Stories, Spicy Detective, Startling Stories, Thrilling Wonder Stories, Unknown en Weird Tales.
Gedurende de Tweede Wereldoorlog hadden veel pulps te kampen met gebrek aan papier, waardoor de productiekosten opliepen. Daarom stapten veel uitgevers over op een kleiner en massiever formaat. In 1949 sloten Street & Smith veel van hun pulptijdschriften. Verder kregen de pulps steeds meer concurrentie van stripboeken, televisie en paperbackromans.
Het faillissement van de American News Company in 1957 wordt doorgaans gezien als het definitieve einde van het pulp-tijdperk. De meeste pulps waren toen al verdwenen, op een paar sciencefiction- en mysterypulps na.

## Genres
Pulptijdschriften besloegen vaak een groot aantal genre’s, waaronder fantasy, Sword and Sorcery, gangster, detective, mystery, sciencefiction, avontuur, western, oorlog, sport, treinen, romantiek, horror en occultisme. Vanaf de jaren 50 kwam de zogenaamde lesbo-pulp in opkomst.

## Personages
De meeste pulps hadden een groot aantal verschillende schrijvers en bevatten daarom per deel andere verhalen met andere personages. Sommige pulps concentreerden zich echter op de avonturen van een bepaald personage. Enkele bekende personages die hun oorsprong vonden in pulp zijn:
- Biggles
- Big Nose Serrano
- Bran Mak Morn
- Buck Rogers
- Captain Future
- Conan the Barbarian
- Conny Coll
- Dan Turner, Hollywood Detective
- Doc Savage
- Doctor Death
- Dr. Yen Sin
- Domino Lady
- Flash Gordon
- Fu Manchu
- G-8
- Green Lama
- Hopalong Cassidy
- John Carter of Mars
- Jules de Grandin
- Ka-Zar
- Kull
- Lord Lister AKA Raffles
- Nick Carter
- Operator No. 5
- Refugee Smith
- Secret Agent X
- Sexton Blake
- Solomon Kane
- Tarzan
- The Avenger
- The Black Bat
- The Continental Op
- The Eel
- The Phantom Detective
- The Shadow
- The Spider
- Zorro

## Auteurs
De auteurs van pulptijdschriften kregen doorgaans minder betaald dan hun collega’s die voor grotere tijdschriften of uitgevers werkten. Veel bekende auteurs die bij hebben gedragen aan pulps deden dit dan ook voor hun grote doorbraak of nadat ze over hun hoogtepunt heen waren. Daarnaast werkten er ook amateurschrijvers mee aan de tijdschriften.

## Vandaag de dag

### Film
In 1994 regisseerde Quentin Tarantino de film Pulp Fiction. De werktitel van de film was Black Mask, als eerbetoon aan het pulptijdschrift Black Mask. De film hielp om de term pulp bekend te maken bij een nieuw publiek.

## Galerij

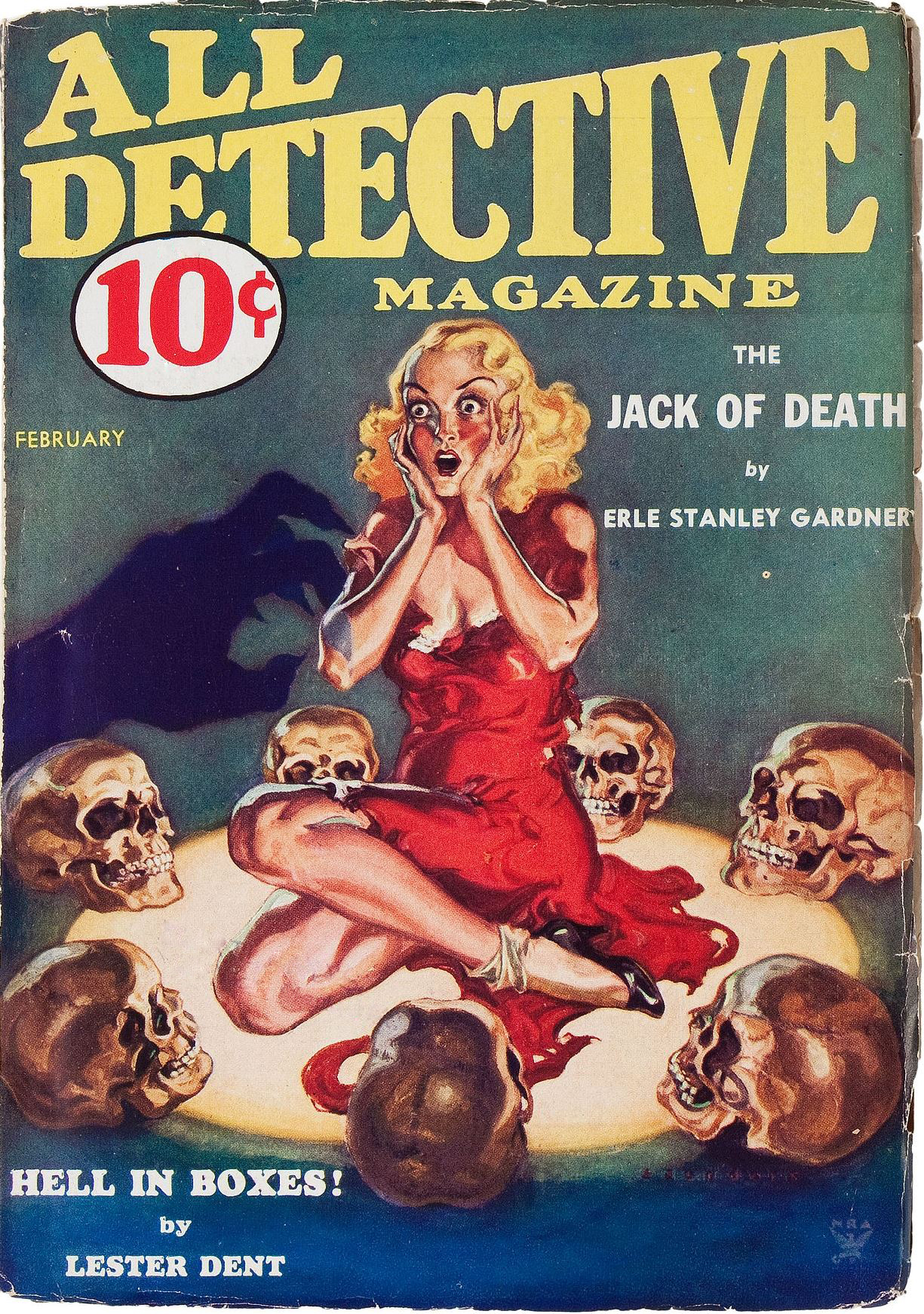
Boekje uit 1934
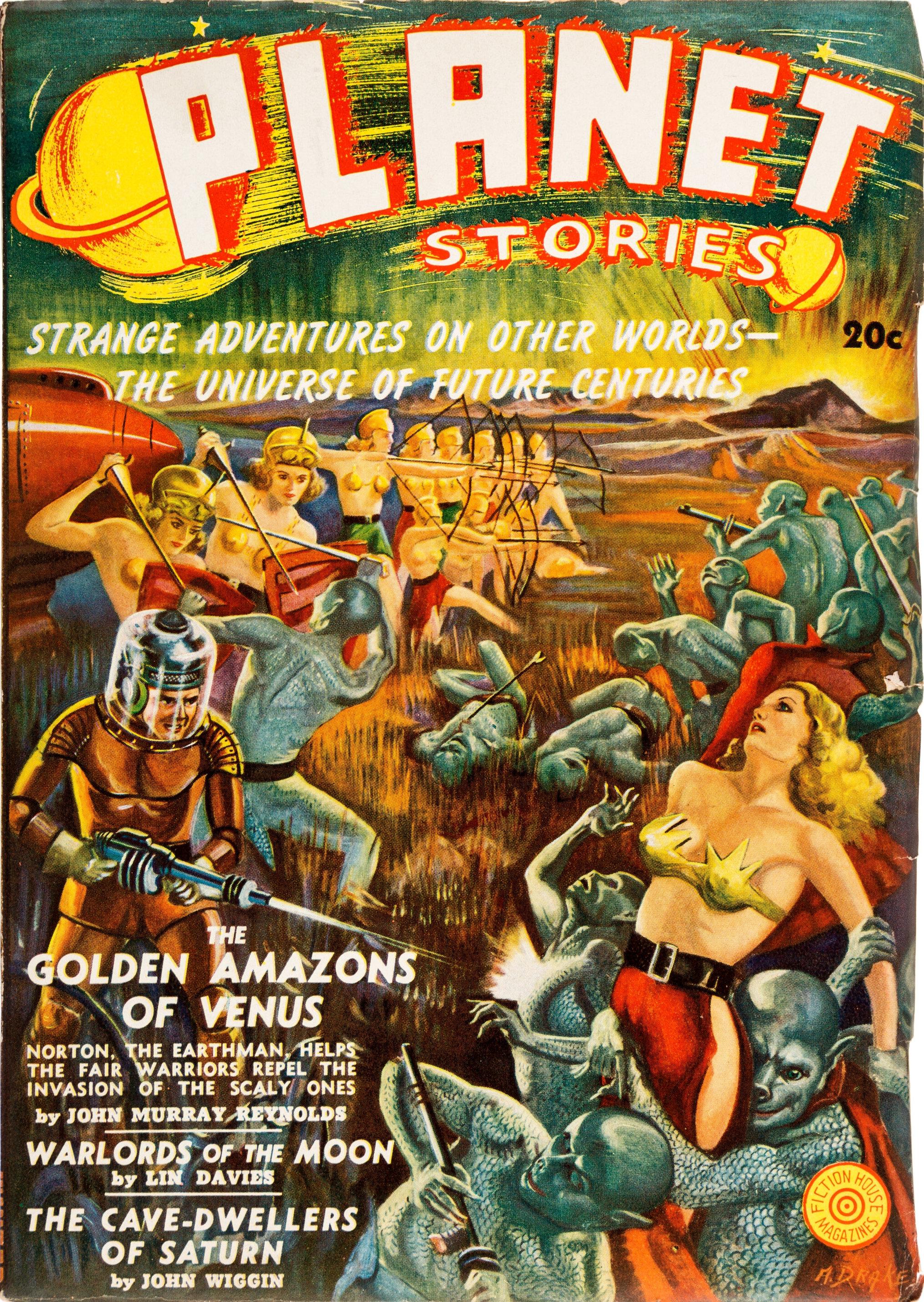
1939
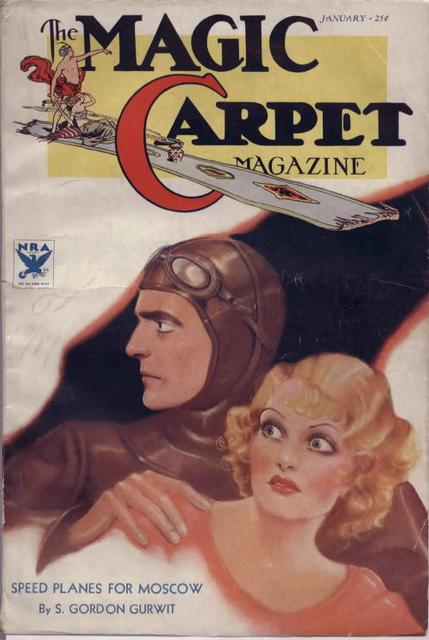
Magazine uit 1934
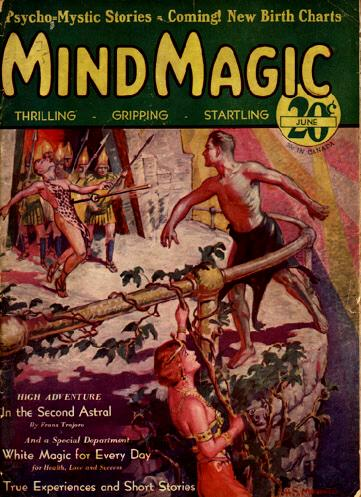
Boekje uit 1931